# Malcom Adu Ares
Malcom Abdulai Ares Djaló (Bilbao, 12 ottobre 2001) è un calciatore spagnolo, attaccante dell'Eibar.

## Carriera
Cresciuto nel settore giovanile dell'Athletic Bilbao, ha esordito in prima squadra il 15 agosto 2022 disputando l'incontro della Liga pareggiato 0-0 contro il Maiorca.
Nella stagione 2024-2025 viene ceduto in prestito al Real Saragozza, in Segunda División. Debutta il 1° settembre 2024 nella partita pareggiata per 0-0 in casa del Mirandés, subentrando a Pau Sans nel secondo tempo. Il 17 dicembre realizza la sua prima rete con la squadra aragonese, in occasione della sconfitta casalinga per 2-3 contro il Real Oviedo.
Il 17 agosto 2025 viene acquistato a titolo definitivo dall'Eibar.

## Statistiche

### Presenze e reti nei club
Statistiche aggiornate al 14 maggio 2023.
| Stagione        | Squadra         | Campionato      | Campionato | Campionato | Coppe nazionali | Coppe nazionali | Coppe nazionali | Coppe continentali | Coppe continentali | Coppe continentali | Altre coppe | Altre coppe | Altre coppe | Totale | Totale |
| Stagione        | Squadra         | Comp            | Pres       | Reti       | Comp            | Pres            | Reti            | Comp               | Pres               | Reti               | Comp        | Pres        | Reti        | Pres   | Reti   |
| --------------- | --------------- | --------------- | ---------- | ---------- | --------------- | --------------- | --------------- | ------------------ | ------------------ | ------------------ | ----------- | ----------- | ----------- | ------ | ------ |
| 2020-2021       | Santutxu        | TD              | 24         | 0          |                 | -               | -               | -                  | -                  | -                  | -           | -           | -           | 24     | 0      |
| 2021-2022       | Baskonia        | TDR             | 15         | 2          |                 | -               | -               | -                  | -                  | -                  | -           | -           | -           | 1      | 2      |
| 2021-2022       | Bilbao Athletic | PDR             | 19         | 6          |                 | -               | -               | -                  | -                  | -                  | -           | -           | -           | 19     | 6      |
| 2022-2023       | Bilbao Athletic | PF              | 28         | 4          |                 | -               | -               | -                  | -                  | -                  | -           | -           | -           | 28     | 4      |
| 2022-2023       | Athletic Bilbao | PD              | 5          | 0          | CR              | 1               | 0               | -                  | -                  | -                  | -           | -           | -           | 6      | 0      |
| Totale carriera | Totale carriera | Totale carriera | 91         | 12         |                 | 1               | 0               |                    | -                  | -                  |             | -           | -           | 92     | 12     |

## Palmarès

### Club

#### Competizioni nazionali
- Coppa di Spagna: 1

Athletic Bilbao: 2023-2024